# Merwilla lazulina
Merwilla lazulina là một loài thực vật có hoa trong họ Măng tây. Loài này được (Wild) Speta mô tả khoa học đầu tiên năm 1998.